# Roger Jones (1er vicomte Ranelagh)
Pour les articles homonymes, voir Roger Jones et Jones.
Roger Jones (avant 1589  - 1643) est membre de la Pairie d'Irlande et lord président de Connaught. Il est chef de l'armée et des forces de Connaught pendant les premières années des guerres confédérées irlandaises. En plus du titre de vicomte Ranelagh, il détient le titre de baron Jones de Navan.

## Biographie
Il est le fils unique de l'archevêque de Dublin et Lord Chancelier d'Irlande, Thomas Jones (évêque) (en), et de son épouse Margaret Purdon. Il est fait chevalier à Drogheda le 24 mars 1607 . En 1609, il épouse Frances Moore, la fille de Sir Garret Moore1er vicomte Moore de Drogheda et Mary Colley . Il est député au Parlement d'Irlande pour l'arrondissement de Trim dans le comté de Meath de 1613 à 1615. En 1620, il est nommé au Conseil privé d'Irlande. Il est le chef en chef de l'armée et des forces de Connaught et est vice-président de Connaught à partir de 1626.
En 1608, son père est impliqué dans une querelle amère avec Christopher St Lawrence (10e baron Howth) (en), dans lequel Roger s'implique également. Sa référence à Howth en tant qu'homme courageux parmi les lâches est suffisante pour provoquer son adversaire, un homme notoirement querelleur, rapide à la violence. Au printemps 1609, Jones, Howth et leurs partisans se livrent à une violente bagarre à Thomas Street, Dublin, et un M. Barnewall est tué. Le Lord Deputy d'Irlande, Sir Arthur Chichester (1er baron Chichester), ennemi de Howth, le fait arrêter immédiatement, mais il n'est jamais traduit en justice.
Le 25 août 1628, Jones est créé baron Jones de Navan et 1er vicomte Ranelagh par le roi Charles Ier . Il est fait Lord Président de Connaught le 11 septembre 1630 pour servir aux côtés de Charles Wilmot (1er vicomte Wilmot) (en).
Il est tué dans une bataille contre les forces confédérées sous la direction d'Owen Roe O'Neill en 1643 .

## Famille
Le 1er vicomte Ranelagh se marie deux fois. D'abord avec Frances Moore (fille de Garret Moore 1er vicomte Moore de Drogheda) et Mary Colley, fille de Sir Henry Colley.
Ils ont :
1. Arthur Jones (2e vicomte Ranelagh), épouse Lady Catherine Boyle (en), qui est la fille de Richard Boyle (1er comte de Cork), et aussi la sœur aînée du chimiste pionnier Robert Boyle, et l'écrivaine Mary Rich, comtesse de Warwick.
2. Lady Margaret Jones, épouse John Clotworthy (1er vicomte Massereene).
3. Mary Jones, épouse le lieutenant-colonel John Chichester, fils d'Edward Chichester (1er vicomte Chichester). Leur fils Arthur Chichester (2e comte de Donegall) hérite du comté de son oncle. Après sa mort, elle se remarie avec le colonel Christopher Copley de Wadworth et a d'autres enfants.
4. Thomas Jones, dont les descendants récupèrent la vicomté de Ranelagh après une période de dormance après la mort de Richard Jones (1er comte de Ranelagh).

Il se remarie avec Catherine Longueville (fille de Sir Henry Longueville, de Wolverton, co. Buckingham et son épouse Katherine Cary, sœur d'Henry Cary (1er vicomte Falkland)) et ont une fille, Elizabeth Jones (mariée au Col. Robert Sandys, fils de Sir Edwin Sandys (1561-1629) (en)) 